# Грб Брунеја
Грб Брунеја је званични хералдички симбол државе Нација Брунеја. Усвојен је 1932. године.
Централни дио заставе Брунеја заузима грб. Састоји се од заставе, краљевског кишобрана, крила, руку и полумесеца. На полумесецу се налази натпис на арапском језику (Увијек у служби с Божијим водством“. Испод грба је трака с натписом на арапском "Brunei Darussalam" (Брунеј, земља мира).